# Paul Maxey
Paul Regan Maxey (Wheaton, 15 marzo 1907 – Pasadena, 3 giugno 1963) è stato un attore statunitense.

## Filmografia parziale

### Cinema
- Nuvole passeggere (Till the Clouds Roll By), regia di Richard Whorf (1946)
- Below the Deadline, regia di William Beaudine (1946)
- Nessuno deve amarti (The Return of Jesse James), regia di Arthur Hilton (1950)
- Le jene di Chicago (The Narrow Margin), regia di Richard Fleischer (1952)
- Il mistero del castello nero (The Black Castle), regia di Nathan Juran (1952)

### Televisione
- Le inchieste di Boston Blackie (Boston Blackie) – serie TV, episodio 1x01 (1951)
- TV Reader's Digest – serie TV, episodio 1x17 (1955)
- Stage 7 – serie TV, episodio 1x05 (1955)
- Crossroads – serie TV, episodio 1x06 (1955)
- The People's Choice – serie TV, 92 episodi (1955-1958)
- June Allyson Show (The DuPont Show with June Allyson) – serie TV, episodio 1x29 (1960)
- Mr. Lucky – serie TV, episodio 1x22 (1960)
- The Wide Country – serie TV, episodio 1x05 (1962)
- Ripcord – serie TV, episodio 2x33 (1963)